# Алексеевский (Липецкая область)
Алексеевский — поселок Воскресенского сельсовета Данковского района Липецкой области России.

## География
Улиц с названиями в посёлке нет. Через него проходит просёлочная дорога, севернее — автомобильная дорога 42К−102.
На территории посёлка имеется пруд.

## Население
| 2010 |
| ---- |
| 1    |